# Cyrtopodium lissochiloides
Cyrtopodium lissochiloides är en orkidéart som beskrevs av Frederico Carlos Hoehne och Schltr.. Cyrtopodium lissochiloides ingår i släktet Cyrtopodium, och familjen orkidéer. Inga underarter finns listade i Catalogue of Life.

## Bildgalleri

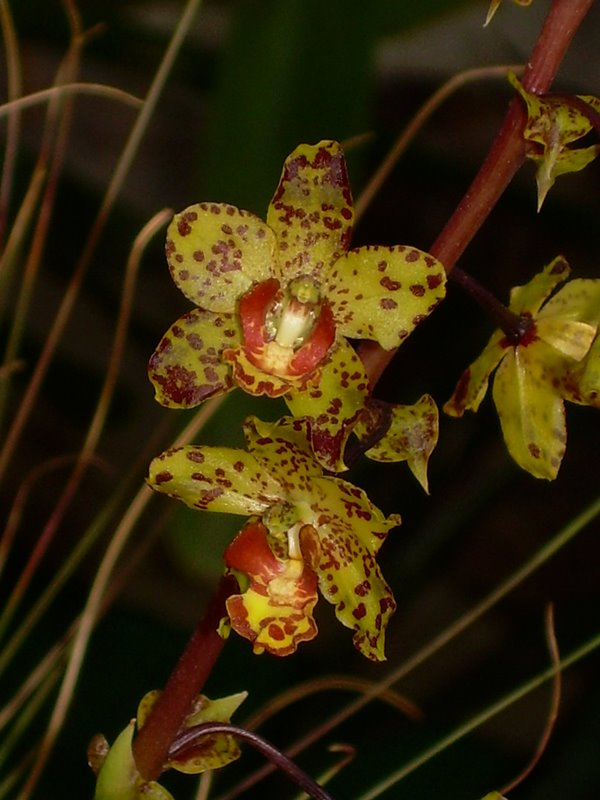
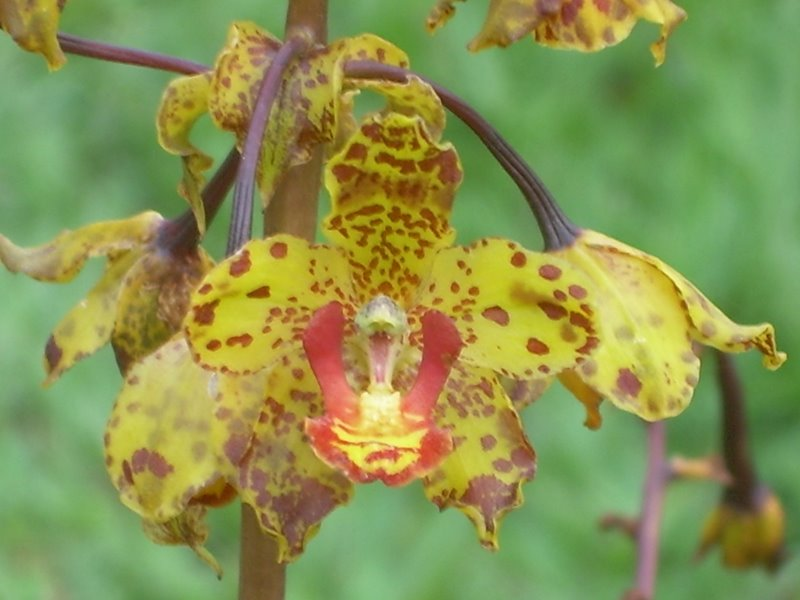